# Vernoux-en-Gâtine
Vernoux-en-Gâtine ist eine französische Gemeinde mit 583 Einwohnern (Stand: 1. Januar 2022) im Département Deux-Sèvres in der Region Nouvelle-Aquitaine. Sie gehört zum Arrondissement Parthenay und zum Kanton La Gâtine.
Die Einwohner werden Vernouziens genannt.

## Geographie
Vernoux-en-Gâtine liegt etwa 20 Kilometer westlich von Parthenay am Fluss Sèvre Nantaise.

### Nachbargemeinden
Umgeben ist Vernoux-en-Gâtine von den Nachbargemeinden Largeasse im Norden, Trayes im Norden und Nordosten, Neuvy-Bouin im Nordosten, Secondigny im Osten, Le Beugnon im Südosten und Süden, La Chapelle-Thireuil im Süden und Südwesten, Scillé im Südwesten sowie L’Absie im Westen und Nordwesten.

## Bevölkerungsentwicklung

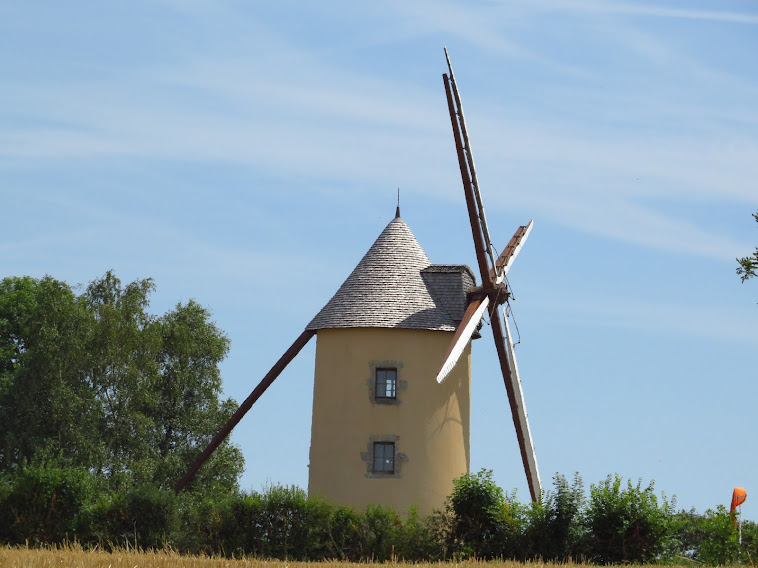
Alte Windmühle

| Jahr      | 1954 | 1962 | 1968 | 1975 | 1982 | 1990 | 1999 | 2006 | 2019 |
| Einwohner | 1211 | 1126 | 998  | 931  | 749  | 707  | 654  | 621  | 573  |